# Peleteria seabrai
Peleteria seabrai là một loài ruồi trong họ Tachinidae.